# Metopius tristis
Metopius tristis là một loài tò vò trong họ Ichneumonidae.